# 斐濟級輕巡洋艦
斐濟級輕巡洋艦（英語：Fiji-class light cruiser）是隸屬英國皇家海軍的輕巡洋艦。斐濟級輕巡洋艦的命名方式是使用當時大英帝國的殖民地名字命名的。最后下水的三艘輕巡洋艦是经过改良的，因此被称为錫蘭级。斐濟級和錫蘭级也被非正式地称为皇家殖民地级巡洋舰或殖民地级巡洋舰。

## 设计
斐濟級輕巡洋艦是按照1936年《第二次伦敦海军条约》对巡洋舰施加的限制建造的，1922年《华盛顿海军条约》中對轻巡洋舰的限制从10,000吨降低至8,000 吨排水量。从外观上看，斐濟級輕巡洋艦和1936年的城級輕巡洋艦非常相似。
斐济级巡洋舰的设计非常紧凑，主要是在战争紧急情况下快速建造的，几乎没有战后現代化更新的余地。只有62米的寬度也施加了更多限制。在外觀上斐濟級和城級在桅杆以及煙囪上有差別，例如斐濟級是垂直的而城級則是傾斜的。装甲方面是从城镇的装甲方案中修改的，因为因為水線裝甲帶已經保护了六英寸（152mm）火炮底座，因此炮彈輸送帶的防護裝甲减少至3.5、3.25英寸（89、83 mm） 。 6英寸火炮的Mk XXIII炮塔和弹药空间按照城級的愛丁堡級輕巡洋艦布置，但后炮塔的高度跟南安普敦級和格洛斯特級一樣。安装在斐濟級的Mk XXIII炮塔版本比城級的150吨炮塔重25吨，进一步限制了设计。QF 4吋（102mm）Mk XVI速射艦炮也得到了改进，省去了复杂的炮彈運輸系统。
由於斐濟級的排水量限制，大部分斐濟級都拆除了“ X”炮塔，以安装额外的防空炮。斐濟級上装备了高角度射控系統（HACS），而錫蘭级则使用高角度射控系統（HACS）的簡化版本時間保持引信。斐濟級和錫蘭级錫蘭级都使用了水面艦艇火控系統（A.F.C.T.）来控制6英寸火炮。 1940年代后期，斐濟級大多数都配备了更新的274型鎖定和跟蹤雷達，这增加了齐射的命中率。在1950年代（朝鲜战争和苏伊士危机期间除外），不多於一組炮塔可以操作，由于炮塔的巨大配员要求，因此“ B”和“ Y”炮塔被封存。因為610–750的船員比战时的1,000–1,100的船員更適合和平時期。

## 拆除和改良
斐濟級裝備了雷達意味著不再使用飛機偵查， 因此可以移除彈射器及水上機。这不仅为战时人员提供了额外的住宿空间，而且不再需要携带容易燃燒的航空燃料。 1940年，一枚鱼雷引其餘的爆了利物浦號位於船首的5700加侖航空燃料油庫,利物浦號因而維修了一年。斐濟號和肯尼亚號从未裝備过弹射器，奈及利亞號于1941年将其拆除，而其餘的斐濟級则在1942年至1944年之间拆除。
錫蘭级完成时没有配备“ X”型6英寸炮塔，因此只有三座炮塔并且在1944年到1945年之间，百慕大號，牙买加號，毛里求斯號和肯尼亚號也被拆除。这样就可以携带更多防空武器，如四聯裝QF 2磅速射艦炮通常安装放“ X”位置。百慕大號，牙买加號和毛里求斯號在电动支架Mark XV中增加了兩座四聯裝QF 2磅速射艦炮（总共五个），以及二至四座單聯裝QF 2磅速射艦炮。在肯尼亚號，所有QF 2磅速射艦炮都被拆除，取而代之的是五座雙聯裝波佛斯40公釐高射砲和八座單聯裝波佛斯40公釐高射砲。二次大戰結束時，纽芬兰號拥有一座，烏幹達號拥有两座美式Mklll波佛斯40公釐高射砲，尼日利亚號有四座單聯裝美式Mklll波佛斯40公釐高射砲。斐濟級通常也加裝了6至24座厄利孔20毫米機炮。
战后对斐濟級的修改非常有限，改良了274型锁定并遵循了地面火力控制274型鎖定和跟蹤雷達，纽芬兰號改裝了脆弱且不可靠的275型鎖定和跟蹤雷達，作為雙聯裝QF 4吋Mk XVI速射艦炮的火控， 锡兰號裝備的短距离262型MRS1 AA火控跟踪距離限于约4 km（2.5 mi），而取消了1955年的前衛號大規模改裝後百慕大號和冈比亚號裝備了更先进的美国Mk 63雷达，以及其安装座本身带有四个大角度控制指揮塔(DCT)  ，与美国巡洋舰的5英寸和3英寸火炮的安装座一样。在1950年的扩展改装中，改进了雙聯裝QF 4吋Mk XVI速射艦炮，其砲管移動速度提升为20度/秒，可追踪亚音速喷气机。在美国的建議和协助下，用重量和尺寸与旧式双4英寸XIX炮塔相似的双3英寸50口径20吨炮塔替换了过时的4英寸炮。 大部分斐濟級只洗去了殘留在船身的核辐射和加裝了960型远程空中雷达。纽芬兰號是唯一获得了大型改裝的斐濟級，重新布线以及更好的防空火控，其更新水平接近現代化後的黛朵級輕巡洋艦，現代化後的黛朵級可以擔任高強度戰爭任務，而斐济級只能擔任岸上火力增援以及殖民地巡逻。  

## 服役歷史
斐濟級輕巡洋艦在第二次世界大战中表现出色。牙买加號参加了许多行动，包括在1942年參加了針對希佩爾海軍上將號重巡洋艦，德意志號裝甲艦以及沙恩霍斯特號戰列巡洋艦的獵殺行動，以及1944年對鐵必制號戰列艦的空襲行動。斐濟號于1941年沉沒，千里達號则是在1942年沉沒。战后，其餘的斐濟級继续服役，隨後参加了朝鲜战争等进一步行动。錫蘭號和纽芬兰號后来卖给了秘鲁，更名为博洛涅西海軍上校號（BAP Coronel Bolognesi） ，以及格勞海軍上將號（BAP Almirante Grau）。这两艘船于1982年退役。奈及利亞號也卖给了印度，印度在1954-1957年将其改造为与纽芬兰號同樣的标准。隨後作为C60邁索爾號 重新服役，參加了1971年的印巴战争，后来在1979年改装为港口训练船。並于1984年退役，然后于1985年报废拆解，因此，奈及利亞號是服役時間最长（41岁）的斐濟級輕巡洋艦。
到1962年，大部分斐濟級給都開始從皇家海軍現役軍艦中退役，并开始出售报废，尽管百慕大號在1961年繼續服役，並且在1962年作为英國皇家後備保留艦隊旗舰。冈比亚號在1960年12月减少了武器储备，而锡兰號和纽芬兰號则在一年前卖给了秘鲁。在1950年代，较大型的城级輕巡洋艦通常被认为在热带和远东地区巡逻时更易于居住和舒适，尽管如此但到1958年城级已停止使用，并大部分於次年报废拆解，但謝菲爾德號（谢菲尔德號一直在海上部署作为后备艦隊的旗舰，直到1960年后期，然后一直作为后备並且持續进行维护）和貝爾法斯特號，后者直到1963年都一直保持活跃的航行任務。谢菲尔德號和贝尔法斯特號是最后考虑能够激活为GFS战时委托巡洋舰并分别在半保持維護，直至工党政府在1964年的选举中，决定放弃他们，等待审理成為住宿船和历史保存。

## 子艦級

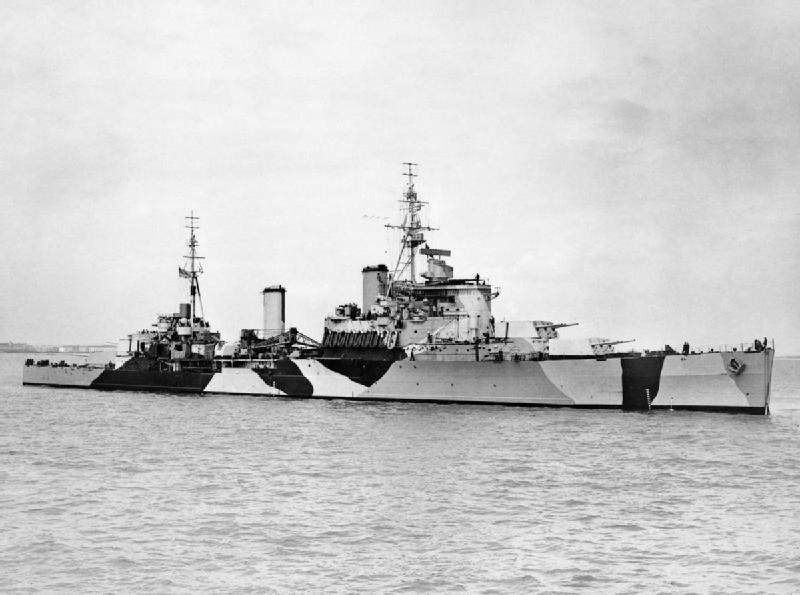
牙買加號輕巡洋艦

#### 斐濟級輕巡洋艦
- 百慕大號輕巡洋艦（英语：HMS Bermuda (52)）–参加了第二次世界大战期间在北非登陆的火炬行动以及其他行动。战后，百慕大號（英语：HMS Bermuda (52)）继续服役，环游世界，并进行了多次改装，百慕大號（英语：HMS Bermuda (52)）直到1962年退役。並于1965年被报废。
- 斐济號輕巡洋艦– 1940年，斐济號被一艘德国U型鱼雷擊中，但幸存了下来。 1941年，在克里特岛战役中，斐济號遭到德国梅塞施米特Bf 109飞机的袭击，在在第一波被击中20枚炸弹后幸存下来，但在隨後一小時更多的襲擊下沉沒。有523人幸存。[12]
- 岡比亞號輕巡洋艦（英语：HMS Gambia (48)）–从1943年起转入新西兰皇家海军，在英國太平洋艦隊服役。岡比亞號輕巡洋艦（英语：HMS Gambia (48)）于1946年返回皇家海军。並于1968年报废。
- 牙買加號輕巡洋艦（英语：HMS Jamaica (44)）–曾在第二次世界大战中服役，参加过多次战争，包括在北开普省战役中見證了沙恩霍斯特号戰列巡洋艦的沉没，在巴伦支海战役中逃離了希佩尔将军号重巡洋舰，并护送航母对鐵必制號战舰的攻击。在朝鲜战争中，牙買加號輕巡洋艦（英语：HMS Jamaica (44)）被称为“朝鲜海岸的疾驰之灵”，原因是朝鲜人声称牙買加號輕巡洋艦（英语：HMS Jamaica (44)）沉没了三次。 1955年，牙买加被用来演电影“大西洋爭霸戰”中的HMS Exeter。牙買加號輕巡洋艦（英语：HMS Jamaica (44)）于1960年被报废。
- 肯尼亞號輕巡洋艦（英语：HMS Kenya）–曾卷入第二次世界大战，并在远东地区部署了一段时间。肯尼亞號輕巡洋艦（英语：HMS Kenya）也参与了朝鲜战争。並于1962年被报废。
- 毛里求斯號輕巡洋艦（英语：HMS Mauritius (80)）–在第二次世界大战期间，她参与了诺曼底登陆和其他行动。並于1965年被报废。
- 奈及利亞號輕巡洋艦（英语：HMS Nigeria (60)）–曾参与支座行動（当时被意大利潜艇阿克苏姆（Axum）（英语：Italian submarine Axum）攻擊），这是1942年馬爾他圍城戰的最大尝试。1945年，奈及利亞號輕巡洋艦（英语：HMS Nigeria (60)）参加了苏门答腊的突袭，作为遠東舰队的一部分。 1954年，奈及利亞號輕巡洋艦（英语：HMS Nigeria (60)）被卖给印度，更名为C60邁索爾號（英语：INS Mysore (C60)） 。並于1985年被报废。
- 千里達號輕巡洋艦– 1942年，在与三艘德国驱逐舰攻击护卫舰队PQ13时，千里達號輕巡洋艦被自己的鱼雷击中，该鱼雷的陀螺仪有故障，使它盘旋航行，尽管如此千里達號輕巡洋艦也摧毁了一艘德国军舰。在苏联进行临时维修后，从巴伦支海返回英国特立尼达的途中，遭到了德国空军容克斯Ju 88轰炸机的炸弹袭击，进一步重創了千里達號輕巡洋艦，使其在第二天被鱼雷击沉。

#### 錫蘭级輕巡洋艦
- 錫蘭號輕巡洋艦（英语：HMS Ceylon (30)）–在第二次世界大戰的大部分時間被部署到遠東地區，並參與了朝鮮戰爭。錫蘭號輕巡洋艦（英语：HMS Ceylon (30)）於1960年退役，隨後出售給秘魯，更名為博洛涅西海軍上校號。錫蘭號輕巡洋艦（英语：HMS Ceylon (30)）於1982年退役。
- 紐芬蘭號輕巡洋艦（英语：HMS Newfoundland (59)）-被意大利潛艇Ascianghi魚雷擊中，在馬耳他接受了臨時維修，並在波士頓海軍造船廠進行了全面維修。 1944年，紐芬蘭號（英语：HMS Newfoundland (59)）停靠在亞歷山大港時發生爆炸。紐芬蘭號（英语：HMS Newfoundland (59)）遭受了重創，並造成了許多人傷亡。紐芬蘭號（英语：HMS Newfoundland (59)）從1945年開始在遠東地區服役，為那裡的許多行動提供支持，並參加了日本投降，是能夠及時到達日本的為數不多的幾艘英國船隻之一。在1956年，在蘇伊士運河危機中擊沉了埃及護衛艦多米亞特號。 1959年，紐芬蘭號（英语：HMS Newfoundland (59)）被出售給秘魯，在1973年被更名為格勞海軍上將號，然後被命名為Capitan Quinones。在1979年，紐芬蘭號（英语：HMS Newfoundland (59)）退役。
- 烏干達號輕巡洋艦（英语：HMS Uganda (66)）-護送溫斯頓·邱吉爾乘坐的瑪麗皇后號到華盛頓特區。參加了1943年西西里島的登陸。隨後，被一枚德國滑行炸彈擊中，造成重大損失，16名船員死了，炸傷7人。烏干達號在1944年在美國進行維修之後，被加拿大皇家海軍改名為HMCS烏干達。烏干達號於1945年加入英國太平洋艦隊，參加了遠東地區的許多行動。烏干達號於1947年被轉至預備役，隨後被重新任命為HMCS魁北克，並且參加了朝鮮戰爭。於1961年報廢。

## 同級艦
| 艦名               | 艦名出處                                        | 造船廠                                         | 起訂日期       | 龍骨鋪設日期   | 下水日期       | 服役日期       | 結局                                                                  |                |
| 斐濟級輕巡洋艦     | 斐濟級輕巡洋艦                                  | 斐濟級輕巡洋艦                                 | 斐濟級輕巡洋艦 | 斐濟級輕巡洋艦 | 斐濟級輕巡洋艦 | 斐濟級輕巡洋艦 | 斐濟級輕巡洋艦                                                        | 斐濟級輕巡洋艦 |
| ------------------ | ----------------------------------------------- | ---------------------------------------------- | -------------- | -------------- | -------------- | -------------- | --------------------------------------------------------------------- | -------------- |
| 斐濟號輕巡洋艦     | 前英國殖民地斐濟                                | 約翰布朗&公司，位於克萊德班克                  | 1937年12月20日 | 1938年3月30日  | 1939年5月31日  | 1940年5月5日   | 1941年5月22日在克里特島戰役中被空襲擊沉                               |                |
| 奈及利亞號輕巡洋艦 | 前英國殖民地奈及利亞                            | 維克斯-阿姆斯壯，位於紐卡斯爾Walke             | 1937年12月20日 | 1938年2月8日   | 1939年7月18日  | 1940年9月23日  | 1954年作為出售給印度海軍隨後改名為C60邁索爾號                         |                |
| 毛里求斯號輕巡洋艦 | 前英國殖民地毛里求斯                            | 天鵝獵人，位於沃爾森德                         | 1937年12月20日 | 1938年3月13日  | 1939年7月19日  | 1941年1月4日   | 1952年封存保留，1965 年在因夫奇辛拆解                                 |                |
| 肯尼亞號輕巡洋艦   | 前英國殖民地肯尼亞                              | 亞歷山大-斯蒂芬父子公司，位於格拉斯哥Linthouse | 1937年12月20日 | 1938年6月18日  | 1939年8月18日  | 1940年8月28日  | 1958年封存保留，1962年在Faslane海軍基地拆解                           |                |
| 千里達號輕巡洋艦   | 前英國殖民地千里達 （現今隸屬於千里達及托巴哥） | HMNB 德文港                                    | 1937年12月1日  | 1938年4月21日  | 1940年3月21日  | 1941年10月14日 | 1942年5月15日在被空襲後重創在北冰洋自沉                               |                |
| 牙買加號輕巡洋艦   | 前英國殖民地牙買加                              | 維克斯-阿姆斯壯，位於巴羅因弗內斯              | 1939年3月1日   | 1939年4月28日  | 1940年11月16日 | 1942年6月29日  | 1958年封存保留，1960年在鄧米爾拆解                                    |                |
| 岡比亞號輕巡洋艦   | 前英國殖民地岡比亞                              | 天鵝獵人，位於沃爾森德                         | 1939年3月1日   | 1939年7月24日  | 1940年11月30日 | 1942年2月21日  | 1943年至1946年在新西蘭皇家海軍,1960 年封存保留，1968 年在因夫奇辛拆解 |                |
| 百慕大號輕巡洋艦   | 前英國殖民地百慕達                              | 約翰布朗&公司，位於克萊德班克                  | 1939年9月4日   | 1939年11月30日 | 1941年9月11日  | 1942年8月5日   | 1962年退役，1965年在布里頓費里拆解                                    |                |
| 錫蘭级輕巡洋艦     |                                                 |                                                |                |                |                |                |                                                                       |                |
| 錫蘭號輕巡洋艦     | 前英國殖民地錫蘭                                | 亞歷山大-斯蒂芬父子公司，位於格拉斯哥Linthouse | 1939年3月1日   | 1939年4月27日  | 1942年7月30日  | 1943年7月13日  | 1959年出售給秘魯海軍改名為 BAP CL-82 博洛涅西海軍上校號               |                |
| 烏干達號輕巡洋艦   | 前英國殖民地烏干達                              | 維克斯-阿姆斯壯，位於紐卡斯爾Walke             | 1939年3月1日   | 1939年7月20日  | 1941年8月7日   | 1943年1月3日   | 1944年移交給加拿大皇家海軍，1962年拆解                                |                |
| 紐芬蘭號輕巡洋艦   | 前英國殖民地紐芬蘭                              | 天鵝獵人，位於沃爾森德                         | 1939年9月4日   | 1939年11月9日  | 194年12月19日  | 1943年1月21日  | 1959年出售給秘魯海軍改名為CL-81 格勞海軍上將號                        |                |